# Czarny poniedziałek (serial telewizyjny)
Czarny poniedziałek – amerykański serial telewizyjny (czarna komedia) wyprodukowany przez Shark vs. Bear, Jordan Productions, Point Grey Pictures, Sony Pictures Television oraz Showtime Networks, którego twórcami są Jordan Cahan i David Caspe. Serial jest emitowany od 20 stycznia 2019 roku przez Showtime, natomiast w Polsce dzień później na HBO.

## Fabuła
Akcja serialu dzieje się po 19 października 1987 roku, czarnym poniedziałku. Grupa outsiderów  przejmuje klub oldboyów z Wall Street.

## Obsada

### Główna
- Don Cheadle jako Maurice Monroe[3]
- Andrew Rannells jako Blair Pfaff[3]
- Regina Hall jako Dawn Darcy[4]
- Paul Scheer jako Keith Shankar[4]

### Role drugoplanowe
- Casey Wilson jako Tiffany Georgina
- Horatio Sanz jako Wayne[5]
- Yassir Lester jako Yassir X[5]
- Ken Marino jako The Lehman Brothers[5]
- Kadeem Hardison jako Spencer[5]
- Eugene Cordero jako Ronnie[5]
- Julie Hagerty jako pani Georgina[5]
- Phil Reeves jako pań Georgina
- Dannah Feinglass jako agent Mills
- Danielle Schneider jako agent Fox
- Bruce Dern jako Rod "The Jammer" Jaminski[5]
- Kurt Braunohler jako Ty Daverman
- Melissa Rauch jako Shira[5]

## Odcinki
| Sezon | Odcinki | Oryginalna emisja w Showtime | Oryginalna emisja w Showtime | Emisja w HBO     | Emisja w HBO    | Emisja w HBO |
| Sezon | Odcinki | Premiera sezonu              | Finał sezonu                 | Premiera sezonu  | Finał sezonu    |              |
| ----- | ------- | ---------------------------- | ---------------------------- | ---------------- | --------------- | ------------ |
| 1     | 10      | 20 stycznia 2019             | 31 marca 2019                | 21 stycznia 2019 | 1 kwietnia 2019 |              |
| 2     | 10      | 15 marca 2020                |                              |                  |                 |              |

### Sezon 1 (2019)
| Nr | #  | Tytuł | Reżyseria                 | Scenariusz                                       | Premiera Showtime | Premiera HBO     |
| -- | -- | ----- | ------------------------- | ------------------------------------------------ | ----------------- | ---------------- |
| 1  | 1  | 365   | Seth Rogen, Evan Goldberg | Jordan Cahan, David Caspe                        | 20 stycznia 2019  | 21 stycznia 2019 |
| 2  | 2  | 364   | Charles Stone III         | Jessi Klein                                      | 27 stycznia 2019  | 28 stycznia 2019 |
| 3  | 3  | 339   | Charles Stone III         | Jim Brandon, Brian Singleton                     | 10 lutego 2019    | 11 lutego 2019   |
| 4  | 4  | 295   | Reginald Hudlin           | Laura Kittrell                                   | 17 lutego 2019    | 18 lutego 2019   |
| 5  | 5  | 243   | Reginald Hudlin           | Matteo Borghese, Rob Turbovsky                   | 24 lutego 2019    | 25 lutego 2019   |
| 6  | 6  | 122   | Leslye Headland           | Jordan Cahan, Dannah Phirman, Danielle Schneider | 3 marca 2019      | 4 marca 2019     |
| 7  | 7  | 65    | Leslye Headland           | Teresa Hsiao, Travon Free                        | 10 marca 2019     | 11 marca 2019    |
| 8  | 8  | 7042  | Justin Tipping            | Yassir Lester                                    | 17 marca 2019     | 18 marca 2019    |
| 9  | 9  | 2     | Justin Tipping            | Laura Kindred, Syreeta Singleton                 | 24 marca 2019     | 25 marca 2019    |
| 10 | 10 | 0     | Nisha Ganatra             | Enzo Mileti, Scott Wilson                        | 31 marca 2019     | 1 kwietnia 2019  |

## Produkcja
7 września 2017 roku stacja Showtime zamówiła pilotowy odcinek komedii, w którym główne role zagrają Andrew Rannell i Don Cheadle.
W połowie lutego 2017 roku poinformowano, że Regina Hall i Paul Scheer zagra w serialu.
14 czerwca 2018 roku stacja Showtime ogłosiła zamówienie pierwszego sezonu komedii.
W październiku 2018 roku poinformowano, że  Horatio Sanz, Yassir Lester jako Yassir X, Ken Marino, Kadeem Hardison, Eugene Cordero, Julie Hagerty, Bruce Dern jako Rod "The Jammer" Jaminski, Kurt Braunohler oraz Melissa Rauch zagrają w komedii.
30 kwietnia 2019 roku stacja Showtime ogłosiła przedłużenie serialu o drugi sezon.